# Ardone di Aniane
Ardone di Aniane (in latino: Ardo Anianensis; 783 – Aniane, 7 marzo 843), conosciuto anche come Smaragdo di Aniane o Ardone Smaragdo, è stato un monaco benedettino e agiografo, autore della Vita sancti Benedicti Anianensis et Indensis abbatis.
Fu discepolo di Benedetto di Aniane nel monastero da lui fondato lungo il fiume Aniane, nella provincia della Settimania. Al santo rimase legato per tutta la vita e, dopo la sua morte, ne scrisse la biografia. Fu maestro e direttore della scuola del monastero di Aniane, ma nessun documento dimostra che ne fu anche abate, come fu creduto da molti. La causa di questo errore (oltre che della falsa attribuzione di alcune opere) è il secondo nome Smaragdo – secondo alcuni un soprannome, secondo altri il nome secolare, sostituito in seguito alla monacazione – che portò a confondere, già in epoca medievale, Ardone con Smaragdo di Saint-Mihiel, anch'egli monaco benedettino del IX secolo e abate di Saint-Michiel, le cui opere erano usate per l'insegnamento ad Aniane.
Oltre alla sua opera principale, la Vita di Benedetto di Aniane, ad Ardone sono attribuiti tre epitaffi anonimi, di cui uno mutilo.

## LaVita sancti Benedicti Anianensis et Indensis abbatis
La Vita racconta le vicende biografiche di Benedetto di Aniane dall'infanzia alla morte, soffermandosi soprattutto sulla sua esperienza monastica a Saint-Seine-l'Abbaye e nei monasteri, di cui fu fondatore e abate, di Aniane e di Inda (Kornelimünster); sulla scelta della Regola benedettina e sul ruolo avuto nella sua diffusione; e sul suo impegno nel portare avanti la riforma monastica voluta da Carlo Magno e da Ludovico il Pio. Seguono l'agiografia tre lettere: una scritta dai monaci di Inda ad Ardone dopo la morte di Benedetto e due scritte da quest'ultimo, in punto di morte, ai monaci di Aniane e all'arcivescovo Nibridio.
Le circostanze della composizione dell'opera e il suo scopo sono esposti dall'autore nella Prefazione alla Vita: Ardone aveva ricevuto una lettera dai monaci di Inda che, annunciandogli la morte del loro abate, lo pregavano di scriverne la biografia; consapevole che si trattava di un lavoro impegnativo, che esigeva un'attenta ricerca e verifica delle fonti e un'esposizione scrupolosa dei fatti, che non tralasciasse nulla di importante e che non aggiungesse niente di superfluo, e che richiedeva anche una lingua raffinata ed elegante, «urbana» e non «rustica», aveva differito la composizione della Vita sentendosi indegno di un compito tanto più grande delle sue capacità e delle sue risorse stilistiche; soltanto dopo un anno, spinto dai suoi confratelli e sentendosi in obbligo verso chi gliel'aveva richiesta, aveva iniziato a lavorare all'opera agiografica, convinto che la vita di Benedetto (come tutte le Vite dei Padri), fissata per iscritto e sottratta all'oblio, potesse essere d'esempio e giovare all'avanzamento e al perfezionamento delle anime dei contemporanei e dei posteri.
Ardone cominciò a scrivere la Vita nell'822, circa un anno dopo aver ricevuto la lettera che gli comunicava la morte di Benedetto, che risale al febbraio 821; alcune allusioni alla Vita nel Carmen elegiacum in honorem Hludovici (noto anche come De gestis Ludovici) di Ermoldo Nigello, datato all'827, permettono di porre questa data come terminus ante quem, anche se è verosimile che l'opera fu portata a termine in un tempo più breve. Dalla Prefazione ricaviamo anche che Ardone scrisse la Vita ad Aniane servendosi dei propri ricordi personali e dei racconti dei confratelli che erano stati testimoni fin dall'inizio dell'esperienza monastica di Benedetto, e che il piano cronologico secondo cui è organizzato il materiale si rifà alla tradizione degli Annales Regni Francorum.
Il latino di Ardone è semplice e chiaro, ma caratterizzato da trasgressioni della norma quali l'uso di accusativi assoluti, di preposizioni con reggenze anomale, di errori di genere e, più in generale, di irregolarità morfologiche, sintattiche e lessicali non insolite alla sua epoca (nonostante la riforma carolingia), ma che in parte potrebbero dipendere dalla trasmissione del testo; lo stile è conciso, simile a quello documentario, ma non mancano parti retoricamente più sostenute e qualche reminiscenza virgiliana; in numero più consistente si trovano citazioni bibliche e riferimenti alla Regula Benedicti; si nota anche una familiarità dell'autore con le Vite dei Santi. L'opera, infatti, si inserisce nella tradizione agiografica e del genere ripropone alcuni topoi: il topos modestiae della Prefazione, in cui l'autore si scusa per la propria incapacità e chiede ai lettori di aiutarlo a correggere gli errori; i frequenti riferimenti biblici che accompagnano la narrazione della vita del santo; il fine didattico e edificante; la schematizzazione delle vicende biografiche e la tipizzazione del santo; in particolare lo sviluppo biografico di Benedetto di Aniane richiama da vicino la Vita di Benedetto da Norcia scritta da Gregorio Magno, ad esempio nell'origine nobiliare, nella conversione che sfocia in una forma di vita ascetica e poi nella scelta della vita regolata, nei miracoli.
Nonostante l'uso di fonti e testimonianze dirette e il richiamo alla tradizione annalistica, nonostante la centralita della vita quotidiana e dell'attività politica e letteraria del santo e lo spazio marginale dedicato ai miracoli, l'affidabilità storica della Vita è minata dall'imitazione degli schemi fissi e dei moduli narrativi e retorici delle agiografie monastiche; un altro elemento che induce alla cautela è il problema dell'autenticità di alcune parti dell'opera, su cui la critica è divisa. La Vita è, infatti, trasmessa in due versioni principali, una lunga e una corta, che si distinguono per la presenza nella prima di alcuni capitoli in più e per la diversità di forma, nelle due redazioni, delle lettere scritte da Benedetto. Secondo l'ultimo editore, Walter Kettemann, la versione originale è il testo lungo, conservato nel Chartularium Anianense, il testimone più antico e anche l'unico medievale che trasmette la Vita, redatto tra il 1131 e il 1145; il testo breve, pubblicato nel 1638 da Hugues Ménard e conservato in copie del XVII secolo dei manoscritti, oggi perduti, usati dall'erudito francese (o comunque appartenenti alla stessa famiglia), deriva dal primo e ne costituisce un'epitome; Kettemann ritiene, inoltre, che la lettera dei monaci di Inda (che Ardone non avrebbe avuto motivo di inserire in un'opera indirizzata agli stessi monaci) e la seconda di Benedetto (introdotta da tre versi di Smaragdo di Saint-Mihiel) siano state aggiunte alla Vita dai monaci di Aniane tra il IX e il X secolo e che ulteriori interpolazioni interne (ad esempio nel capitolo in cui è trascritta la carta con cui Carlo Magno poneva il monastero di Aniane sotto la tutela regia e gli concedeva l'immunità e la libertà di eleggere il proprio abate e nel capitolo su Guglielmo di Gellone), risalgano all'XI/XII secolo, epoca in cui l'abbazia di Gellone (Saint-Guilhem-le-Désert) aveva ottenuto l'indipendenza da quella di Aniane, a cui in origine era subordinata, e tra le due era sorta una rivalità che aveva portato i monaci dell'una e dell'altra a rimaneggiare e falsificare documenti che potessero giustificare le proprie pretese e favorire i propri punti di vista. La seconda ipotesi sulla storia del testo è stata avanzata da Pierre Bonnerue, che tuttavia non si è basato su uno studio filologico dei testi: Bonnerue pensa che il testo della Vita più vicino all'originale sia la versione corta pubblicata da Ménard e che la versione lunga sia frutto di interpolazioni dell'XI/XII secolo, che anche lo studioso francese attribuisce al conflitto tra Aniane e Gellone; condivide le ipotesi precedenti che consideravano entrambe le lettere di Benedetto (ma non la lettera dei monaci di Inda) e la carta di Carlo Magno delle aggiunte posteriori ma, a differenza di chi riteneva interpolato anche il capitolo su Guglielmo di Gellone a causa di alcune contraddizioni e ridondanze coi capitoli precedenti, argomenta in favore dell'ipotesi opposta, cioè che ad essere interpolato sia tutto il testo compreso tra il documento di immunità (incluso) e il capitolo su Guglielmo (escluso), a partire dal quale quelli precedenti erano stati aggiunti per mostrare come Benedetto possedesse le stesse virtù di Guglielmo, ma in misura maggiore.

### Edizioni critiche
- W. Kettemann (a cura di), Subsidia Anianensia. Überlieferungs- und textgeschichtliche Untersuchungen zur Geschichte Witiza-Benedikts, seines Klosters Aniane und zur sogenannten «anianischen Reform». Mit kommentierten Editionen der Vita Benedicti Anianensis, Notitia de servitio monasteriorum, des Chronicon Moissiacense/Anianense sowie zweier Lokaltraditionen aus Aniane, tesi di dottorato, Duisburg 2000, pp. 139-223.
- Vita Benedicti Abbatis Anianensis et Indensis auctore Ardone, a cura di G. Waitz, Monumenta Germaniae Historica, Scriptores, XV/1, Hannover 1887, pp. 198-220.

### Traduzione italiana
- G. Andenna, C. Bonetti, (a cura di), Benedetto di Aniane. Vita e riforma monastica, Milano, Edizioni paoline 1993, pp. 61-102.

### Opere consultate
- G. Andenna, C. Bonetti, (a cura di), Benedetto di Aniane. Vita e riforma monastica, Milano, Edizioni paoline 1993, pp. 7-58.
- Ardon, Vie de Benoît d'Aniane, introduzione e note di P. Bonnerue, traduzione di F. Baumes (†), rivista e corretta da A. de Vogüé, Bégrolles en Mauges, Abbaye de Bellefontaine 2001.
- A.-M. Bultot-Verleysen, Hagiographie d'Aquitaine (750-1130), in Monique Goullet (a cura di), Hagiographies. Histoire internationale de la littérature hagiographique latine et vernaculaire en Occident des origines à 1550, VI, Turnhout, Brepols 2014, pp. 618-626.
- A. Cabaniss, Benedict of Aniane: The Emperor's Monk. Ardo's Life, prefazione di A. Grabowsky e C. Radl, Kalamazoo, Cistercian Publications 2008, pp. 1-58.
- P. Chiesa, Ardo Anianensis mon., in P. Chiesa, L. Castaldi (a cura di), La trasmissione dei testi latini del Medioevo. Mediaeval Latin Texts and Their Transmission. Te.Tra., IV, Firenze, SISMEL. Edizioni del Galluzzo 2012, pp. 60-68.
- F. Cusimano, La biografia di Benedetto di Aniane tra storia e topoi agiografici, in A. B. Romagnoli, U. Paoli, P. Piatti, (a cura di) Hagiologica. Studi per Reginald Grégoire, Fabriano, Monastero di San Silvestro abate 2012, pp. 693-726.
- M.-H. Jullien, F. Perelman (a cura di), Clavis scriptorum Latinorum medii aevi. Auctores Galliae 735-987, I, Turnhout, Brepols 1994, pp. 184-187.